# Natálie Kocábová
Natálie Kocábová (* 16. května 1984 Praha) je česká spisovatelka, scenáristka a zpěvačka. Je dcerou hudebníka, skladatele a politika Michaela Kocába. Absolvovala FAMU, obor scenáristika a dramaturgie.

## Hudba
V roce 2002 si zazpívala čtyři skladby na otcově albu Za kyslík. Roku 2008 zpívala v písni „Tramtárie“ z alba Ohrožený druh textaře Michala Horáčka. V roce 2016 vydala společně se skladatelkou Michaelou Polákovou album Ellis Island. Podíleli se na něm například kytarista Nick McCabe, člen skupiny The Verve, a baskytarista Fernando Saunders, který řadu let spolupracoval s Lou Reedem.

### Samostatná alba
- Fly Apple Pie, 2000 (hudba otec Michael Kocáb, anglické texty matka Marsha Kocábová)
- Humminngbirds In Iceland, 2006
- Walking On The A-Bomb, 2011 (hudba mj. Jiří Burian)